# 韋加
韋加（挪威語：Vega）是挪威諾爾蘭郡的一個市镇，行政中心为格拉德斯塔村。市镇面积为164.79平方公里，2023年人口数量为1,219人。